# Les Planches-en-Montagne

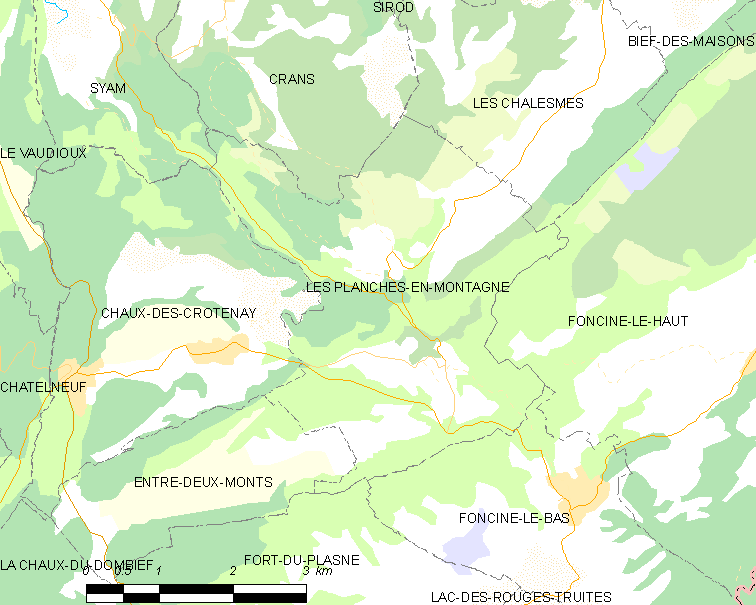

Les Planches-en-Montagne ist eine französische Gemeinde im Département Jura in der Region Bourgogne-Franche-Comté. Sie gehört zum Kanton Saint-Laurent-en-Grandvaux im Arrondissement Lons-le-Saunier.

## Geographie
Les Planches-en-Montagne liegt auf 723 m, etwa 13 Kilometer südöstlich der Stadt Champagnole (Luftlinie). Das Dorf erstreckt sich im Jura, in einem Talkessel der Saine, umgeben von den Höhenzügen der Haute Joux, welche verschiedenenorts mit markanten Felswänden zum Durchbruchstal der Saine hin abfallen.
Die Fläche des 13,48 km² großen Gemeindegebiets umfasst einen Abschnitt des französischen Juras. Das zentrale Gebiet wird vom Talkessel von Les Planches-en-Montagne eingenommen. Er wird von Südosten nach Nordwesten von der Saine durchflossen, die unterhalb des Dorfes die eindrückliche Felsschlucht Gorge de la Langouette (fast 40 m tief und nur rund 4 m breit) bildet. Im Talkessel vereinigen sich der Bief de la Ruine und zwei weitere Bäche mit der Saine.
Flankiert wird der Talkessel im Süden von den Waldhöhen von Foncine (986 m) und der Côte du Bayard, welche die Saine in einem schluchtartigen Tal durchbricht, im Westen von Les Epinois (876 m) und im Norden von der Montagne Ronde (839 m) und der Côte Poutin. Zwischen letzteren verlässt die Saine das Becken von Les Planches, um danach in einem tief eingeschnittenen Erosionstal zum Ain zu fließen. Die Kämme, die zum System der Haute Joux gehören, zeigen markante Felsvorsprünge und Felswände. Auf einem schmalen Kamm der Forêt de la Haute Joux nordöstlich des Dorfes wird mit 1061 m die höchste Erhebung von Les Planches-en-Montagne erreicht. Nach Norden erstreckt sich das Gemeindeareal auf die Hochfläche von La Perrena. Das Gemeindegebiet ist Teil des Regionalen Naturparks Haut-Jura (frz.: Parc naturel régional du Haut-Jura).
Zu Les Planches-en-Montagne gehören neben dem eigentlichen Ort auch mehrere Weiler, Hofgruppen und Einzelhöfe, darunter:
- Montliboz (685 m) im Talkessel von Les Planches, westlich der Saine
- La Perrena (839 m) auf der Hochfläche am Nordfuß der Krete der Haute Joux

Nachbargemeinden von Les Planches-en-Montagne sind Crans und Les Chalesmes im Norden, Foncine-le-Haut im Osten, Foncine-le-Bas und Fort-du-Plasne im Süden sowie Entre-Deux-Monts, Chaux-des-Crotenay und Syam im Westen.

## Geschichte
Erstmals urkundlich erwähnt wird Les Planches-en-Montagne im Jahr 1282 unter der Bezeichnung Villa de Pontibus. Im Mittelalter gehörte das Dorf zur Baronie von Château-Vilain. Zusammen mit der Franche-Comté gelangte Les Planches-en-Montagne mit dem Frieden von Nimwegen 1678 an Frankreich. 1872 wurde die Ortschaft gebrandschatzt. Zu einer Gebietsveränderung kam es 1973, als das vorher selbständige La Perrena nach Les Planches-en-Montagne eingemeindet wurde.

## Sehenswürdigkeiten
Die Dorfkirche von Les Planches-en-Montagne wurde im 17. Jahrhundert erbaut und im 18. Jahrhundert umgestaltet. Auf der Höhe südwestlich des Dorfes befinden sich die Ruinen des Château de la Folle. Zu den Natursehenswürdigkeiten zählen die Gorges de la Langouette, mit welcher die Saine unterhalb des Ortskerns eine widerstandsfähige Kalksteinschicht durchbricht, sowie verschiedene Wasserfälle der Saine und ihrer Seitenbäche.

## Bevölkerung
| Jahr                       | 1962 | 1968 | 1975 | 1982 | 1990 | 1999 | 2005 | 2018 |
| Einwohner                  | 217  | 201  | 186  | 159  | 145  | 128  | 148  | 162  |
| Quellen: Cassini und INSEE |      |      |      |      |      |      |      |      |

Mit 156 Einwohnern (Stand 1. Januar 2022) gehört Les Planches-en-Montagne zu den kleinen Gemeinden des Départements Jura. Nachdem die Einwohnerzahl in der ersten Hälfte des 20. Jahrhunderts stets im Bereich von rund 200 Personen gelegen hatte, wurde seit Beginn der 1960er Jahre durch starke Abwanderung eine deutliche Bevölkerungsabnahme verzeichnet. Erst in den letzten Jahren erfolgte wieder eine leichte Zunahme.

## Wirtschaft und Infrastruktur
Les Planches-en-Montagne war lange Zeit ein vorwiegend durch die Landwirtschaft, insbesondere Viehzucht und Milchwirtschaft, sowie durch die Forstwirtschaft geprägtes Dorf. Dank der Wasserkraft der Saine ließen sich entlang des Flusses verschiedene Mühlen und Schmieden nieder. Heute gibt es einige Betriebe des lokalen Kleingewerbes, unter anderem eine Sägerei. Viele Erwerbstätige sind auch Wegpendler, die in den größeren Ortschaften der Umgebung ihrer Arbeit nachgehen.
Die Ortschaft liegt abseits der größeren Durchgangsstraßen an einer Departementsstraße, die von Champagnole nach Foncine-le-Bas führt. Weitere Straßenverbindungen bestehen mit Entre-Deux-Monts, Chaux-des-Crotenay und Bief-des-Maisons.